# Nena (cantora)
Nena, nome artístico de Gabriele Susanne Kerner (Hagen, 24 de março de 1960), é uma cantora pop e atriz alemã. Ficou internacionalmente conhecida na década de 1980 com a música "99 Luftballons".

## Carreira
A letra de "99 Luftballons" foi idealizada pelo guitarrista da banda, Carlo Karges. A ideia surgiu quando ele assistiu a um show dos Rolling Stones em 1982, em Berlim Ocidental e viu vários balões subirem ao céu. Então ele imaginou o que seria se os balões voassem sobre a fronteira que dividia a cidade e fossem para Berlim Oriental, gerando lá uma reação paranoica.
A canção crítica à Guerra Fria, ficou no topo das paradas de sucesso em diversos países. Foi número um em Portugal, na Suécia, na Polônia, no México, no Canadá e na Austrália. Nos Estados Unidos, a versão alemã atingiu o segundo lugar na parada da Billboard. O sucesso de Nena ganhou novas versões, sendo inclusive interpretado por um coro infantil em seu CD com canções para crianças. Em inglês, foi gravado por diversas bandas internacionais. Em 2008, foi gravada uma versão em japonês com o título "99 Love Balloons".
A versão em inglês da música de Nena, "99 Red Balloons", também aparece nos filmes Eurotrip e Penetras Bom de Bico, enquanto a original no filme Watchmen. Em 2017 entrou na trilha sonora de Atômica, filme baseado na graphic novel The Coldest City, produzido e estrelado por Charlize Theron. Já a versão gravada pela banda Goldfinger, em 2000, foi usada num jogo de computador.

## Discografia

### Álbuns
- 1980: The Stripes
- 1983: Nena
- 1984: Fragezeichen
- 1985: Feuer und Flamme
- 1986: Eisbrecher
- 1989: Wunder Gescheh'n
- 1990: Komm lieber Mai…
- 1991: Nena, die Band (Best Of)
- 1992: Bongo Girl
- 1994: Nena singt die schönsten Kinderlieder
- 1994: Und alles dreht sich
- 1995: Nena Live
- 1995: Unser Apfelhaus
- 1996: Nena und die Bambus Bären Bande
- 1997: The Stripes
- 1997: Jamma nich
- 1997: Nenas Weihnachtsreise
- 1998: Wenn alles richtig ist dann stimmt was nicht
- 1998: Nenalive
- 1999: Nena macht Rabatz
- 2001: Chokmah
- 2002: Nenas Tausend Sterne
- 2002: 20 Jahre - Nena feat. Nena Live
- 2002: Madou und das Licht der Fantasie
- 2003: 20 Jahre - Nena feat. Nena (2003 Edição)
- 2004: Nena live Nena
- 2005: Willst Du Mit Mir Gehn
- 2007: Cover me
- 2008: Himmel, Sonne, Wind und Regen
- 2009: Made In Germany
- 2012: Du bist gut
- 2015: Oldschool
- 2020: Licht

### Singles
- 1982: Nur geträumt
- 1983: 99 Luftballons
- 1983: Leuchtturm
- 1983: ?
- 1984: Rette Mich
- 1984: Lass mich dein Pirat sein
- 1984: Irgendwie, irgendwo, irgendwann
- 1985: Feuer und Flamme
- 1989: Wunder gescheh'n
- 1990: Du bist überall
- 1990: Im Rausch der Liebe
- 1991: Lass mich dein Pirat sein
- 1992: Manchmal ist ein Tag ein ganzes Leben
- 1993: Conversation
- 1993: Ohne Ende
- 1993: Viel zuviel Glück
- 1994: Hol' mich zurück
- 1994: Ich halt' dich fest
- 1995: Weißes Schiff (Live)
- 1997: Ganz gelassen…
- 1997: Alles was du willst
- 1998: Was hast du in meinem Traum gemacht
- 1999: Ich umarm' die ganze Welt
- 2001: Carpe diem
- 2002: Oldschool, Baby (WestBam ile birlikte)
- 2002: 99 Luftballons (New Version)
- 2002: Leuchtturm (New Version)
- 2003: Wunder geschehen (New Version) (Nena & Friends)
- 2003: Anyplace Anywhere Anytime, (Kim Wilde ile birlikte)
- 2003: Nur geträumt (New Version)
- 2004: Bang Bang (Toktok ile birlikte)
- 2004: Schade (Sam Ragga Band ile birlikte)
- 2005: Liebe ist
- 2005: Willst du mit mir gehn
- 2005: Lass mich
- 2020: Licht[2]  (Veröffentlicht am 24. März 2020)